# Клоповник крупковидный
Клоповник крупковидный (лат. Lepidium draba) — вид многолетних травянистых растений семейства Капустные (Brassicaceae). В литературе и интернет-источниках часто встречается под синонимичными названиями сердечница крупковидная, кардария крупковидная, кардария крупковая или перечник крупковидный (лат. Cardaria draba).

## Ботаническое описание
Многолетнее травянистое опушенное короткими волосками растение высотой 20–50 (до 60) см. Стебли прямые, вверху — щитовидно-ветвистые.

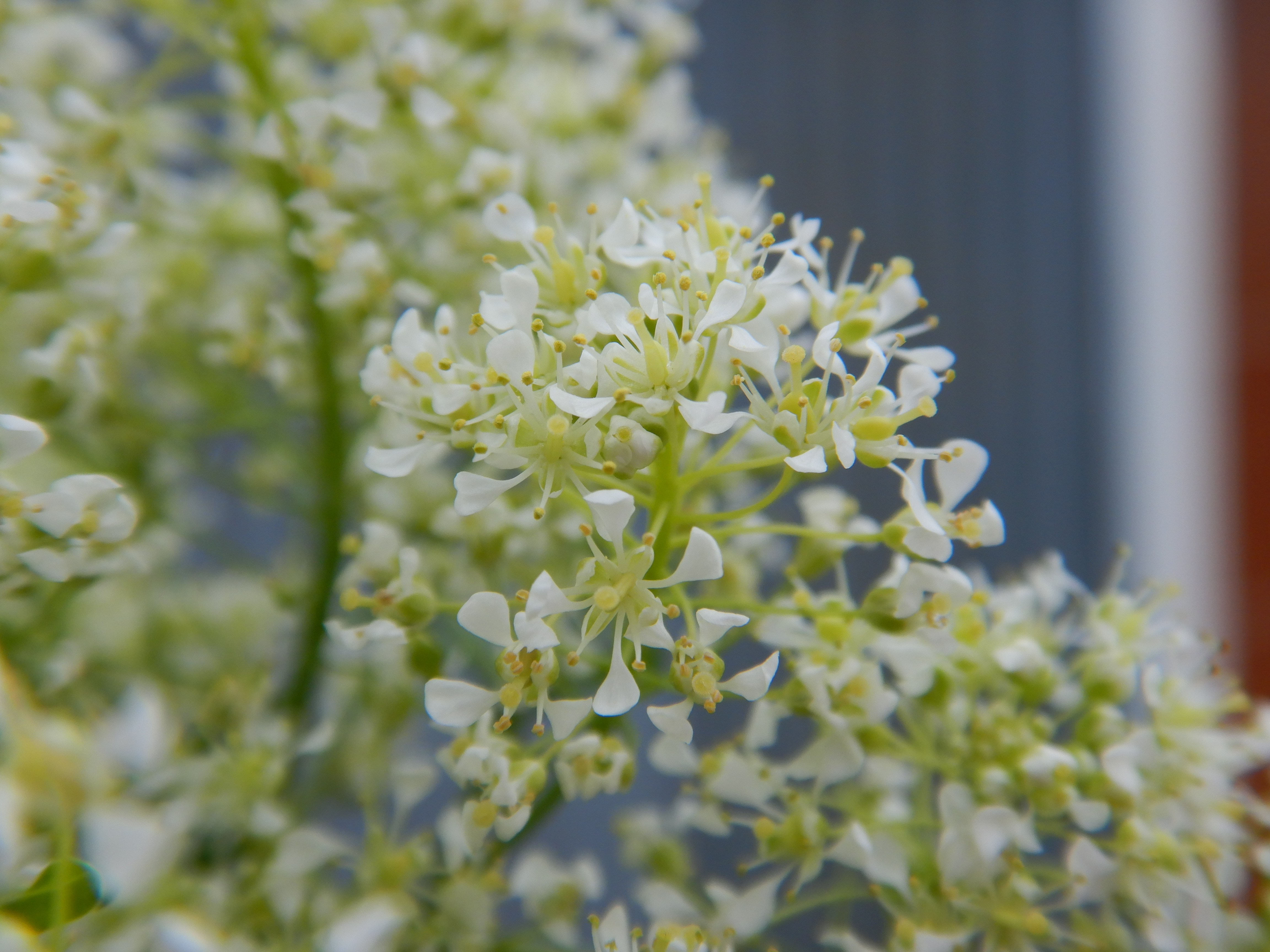
Верхушка соцветия

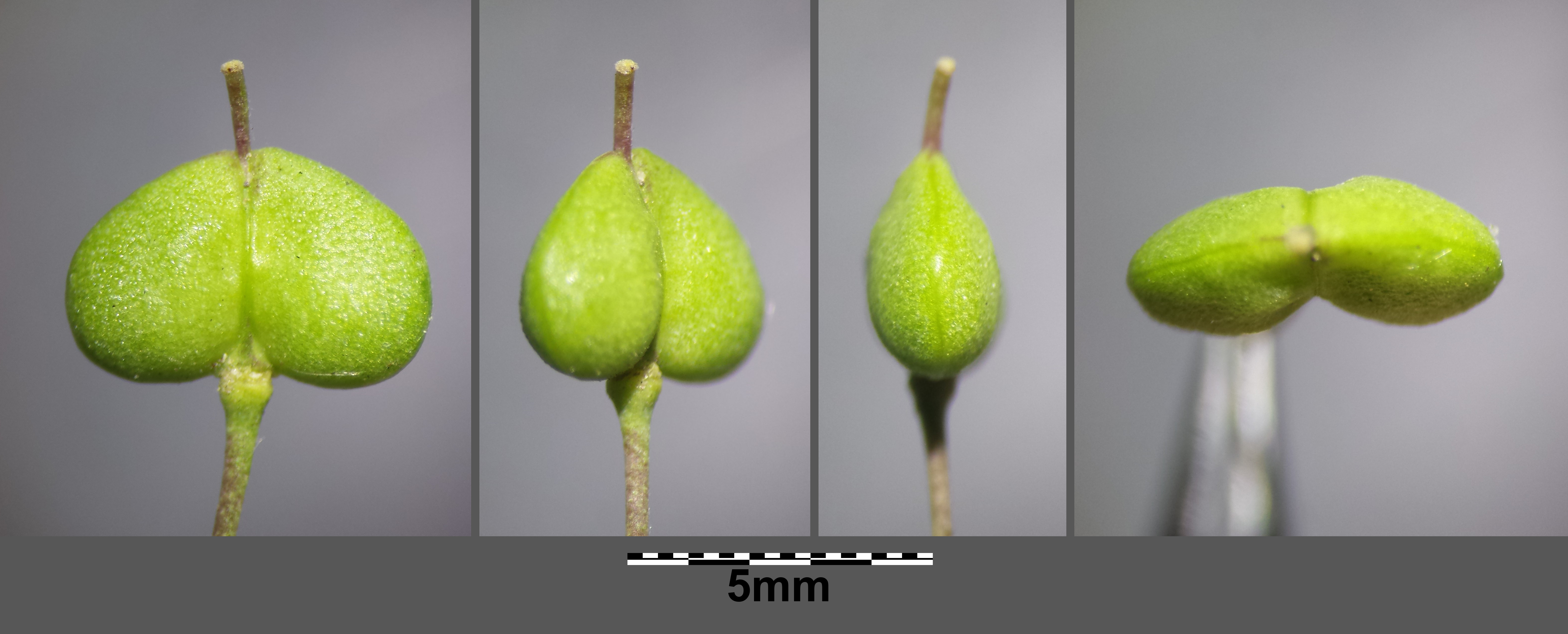
Стручочек

Прикорневые листья сужены в черешок, удлиненные, по большей части выемчатые или почти лировидные, реже — перистые. Нижние стеблевые листья мене глубоко выемчатые, средние и верхние листья сидячие, стеблеобъемлющие, обратно-яйцевидной, вытянуто-эллептической или ланцетной формы с сердцевидно-стреловидным основанием. Длина до 6 см, ширина — до 4 см.
Цветки собраны в соцветия-щитки, имеют выраженный аромат. Чашелистики голые, 1,5–2 мм длиной, частично с белой широкой каймой. Лепестки белые 2,5–4 мм длиной.
Плоды — голые стручочки овально-сердцевидной формы, шире собственной длины, 3–4,5 × 3,5–5 мм. Столбики 1–1,3 мм длиной.
Семена овальные или эллипсоидальные, немного приплюснутые, почти гладкие, тёмные.
Хромосомное число 2n = 64.

## Распространение и экология
Природный ареал охватывает Средиземноморье, Балканы, Северную Африку, Переднюю и Центральную Азию, западные Гималаи, Синьцзян-Уйгурский автономный район и северо-центральные провинции Китая. Как заносное встречается по всему северу Европы, в Северной Америке, на юге Южной Америки, в Японии, ЮАР и в Австралии.
В России произрастает в Европейской части, на Кавказе и на Алтае. Как заносное распространяется в направлении северных регионов по железным дорогам Западной и Восточной Сибири, в Приморье и на Сахалине. Вид включен в ботанический атлас растений Ленинградской области.
Растения предпочитают солонцеватые степи, каменистые склоны, выходы мела и известняка, поймы рек, растут вдоль дорог и на полях. 

## Хозяйственное значение
Семена имеют пряный вкус и могут использоваться в качестве альтернативы перцу. 

## Классификация

### Таксономия
Lepidium draba L., 1753, Sp. Pl. : 645
Вид Клоповник крупковидный относится к роду Клоповник (Lepidium) семейства Капустные (Brassicaceae) порядка Капустоцветные (Brassicales). Кладограмма в соответствии с Системой APG IV по состоянию на июнь 2023 года:
|  |                                      |  |                                   |                                   |                     |  | ещё 16 семейств | ещё 16 семейств |                        |  |                        |  | еще 248 подтвержденных видов и 69 видов, ожидающих подтверждения | еще 248 подтвержденных видов и 69 видов, ожидающих подтверждения |  |
|  |                                      |  |                                   |                                   |                     |  | ещё 16 семейств | ещё 16 семейств |                        |  |                        |  | еще 248 подтвержденных видов и 69 видов, ожидающих подтверждения | еще 248 подтвержденных видов и 69 видов, ожидающих подтверждения |  |
|  |                                      |  |                                   | порядок Капустоцветные            |                     |  |                 |                 | род Клоповник          |  |                        |  |                                                                  |                                                                  |  |
|  |                                      |  |                                   | порядок Капустоцветные            |                     |  |                 |                 | род Клоповник          |  | 1 внутривидовой таксон |  |                                                                  |                                                                  |  |
|  | отдел Цветковые, или Покрытосеменные |  |                                   |                                   | семейство Капустные |  |                 |                 | Клоповник крупковидный |  |                        |  |                                                                  |                                                                  |  |
|  | отдел Цветковые, или Покрытосеменные |  |                                   |                                   |                     |  |                 |                 |                        |  |                        |  |                                                                  |                                                                  |  |
|  |                                      |  | ещё 63 порядка цветковых растений | ещё 63 порядка цветковых растений |                     |  |                 | ещё 354 рода    | ещё 354 рода           |  |                        |  |                                                                  |                                                                  |  |
|  |                                      |  |                                   | ещё 63 порядка цветковых растений |                     |  |                 |                 | ещё 354 рода           |  |                        |  |                                                                  |                                                                  |  |

### Синонимы[7]
Гомонимные синонимы
- Cochlearia draba (L.) L., 1759
- Nasturtium draba (L.) Crantz, 1769
- Cardaria draba (L.) Desv., 1815
- Crucifera cardaria E.H.L.Krause, 1902
- Lepidium draba subsp. eudraba Thell., 1906

Гетеронимные синонимы:
- Lepidium arvense Mill., 1768
- Draba ruderalis Baumg., 1816
- Jundzillia draba Andrz. ex DC., 1821
- Cardiolepis dentata Wallr., 1822
- Cardaria cochlearia Spach, 1838
- Cardaria brachypetala Opiz, 1852
- Lepidium draba var. longistylum Trautv., 1860
- Lepidium drabifolium St.-Lag., 1880
- Lepidium matritense Pau, 1887
- Cardaria draba var. dunense Rouy & Foucaud, 1895
- Lepidium draba var. matritense (Pau) Thell., 1906